# Amelia Van Buren
Amelia C. Van Buren (Detroit, 1856 circa – 1942) è stata una fotografa statunitense che era molto nota per essere il soggetto del dipinto di Thomas Eakins intitolato Miss Amelia Van Buren (1891).

## Pennsylvania Academy of the Fine Arts
Amelia Van Buren  era nata a Detroit, Michigan. Entrambi i suoi genitori erano morti prima del 1884, quando lei aveva iniziato a frequentare la Pennsylvania Academy of the Fine Arts. Aveva già esposto le sue opere a Detroit nei precedenti quattro anni prima di frequentare l'Accademia.

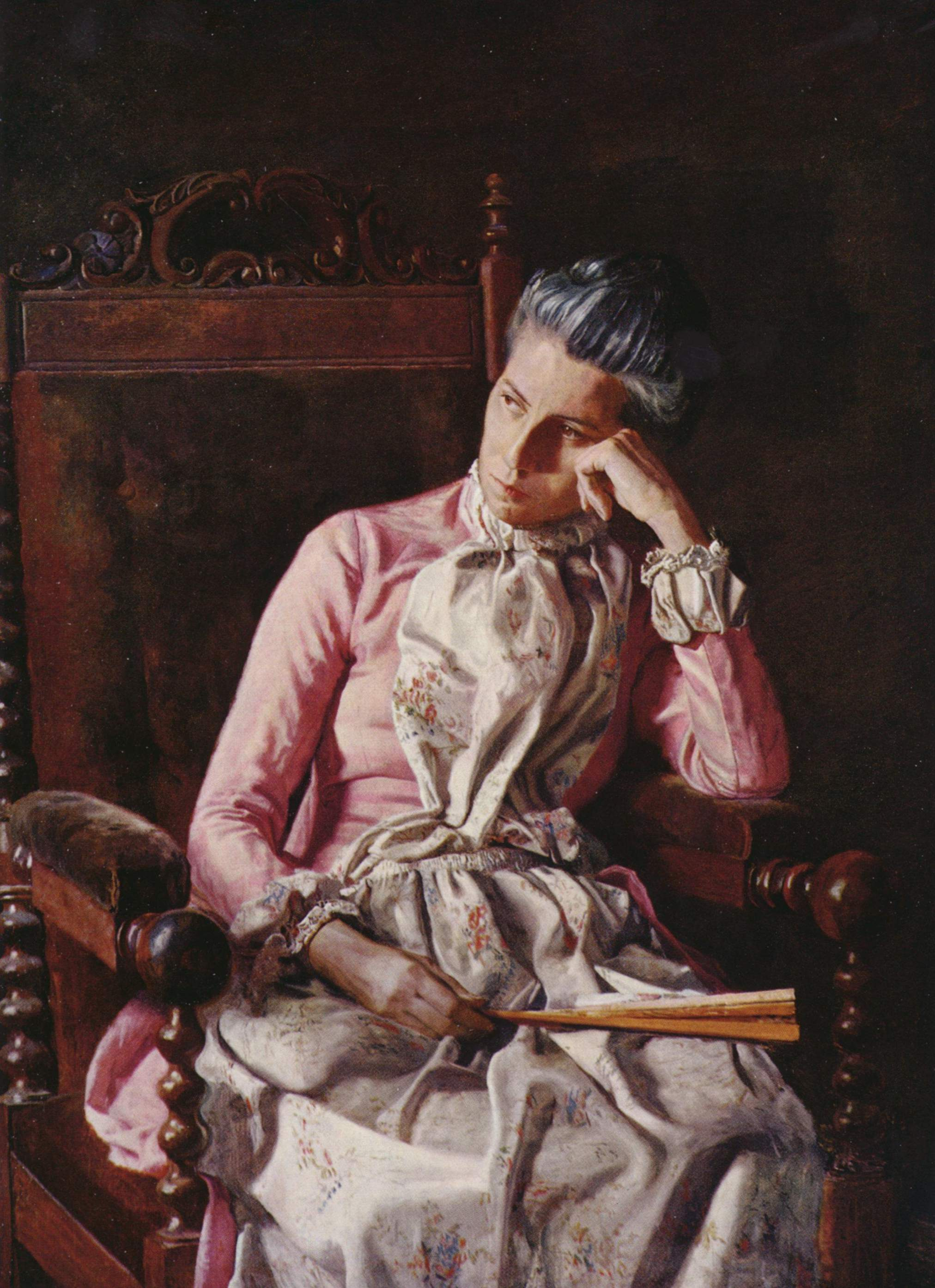
Miss Amelia Van Buren di Thomas Eakins

Il suo talento portò presto Thomas Eakins a farle personalmente da tutore, includendo lezioni controverse con modelli nudi, maschili e femminili. Nel 1885–1886 molti studenti d'arte di Eakins (tra cui Thomas Pollock Anshutz e Colin Campbell Cooper) cospirarono per far licenziare Eakins dal Pennsylvania Academy of Fine Arts. Essi si rivolsero al Comitato dell'Istruzione dell'Accademia facendo nascere numerose accuse verso Eakins. Sostenevano che Eakins usasse studentesse, tra cui Van Buren, come modelle di nudo. Un altro aspetto controverso fu che Amelia Van Buren fece a Eakins una domanda riguardante i movimenti pelvici, alla quale egli rispose togliendosi i pantaloni e dimostrando i movimenti. Egli successivamente asserì che l'episodio aveva una natura strettamente professionale. Il comitato lasciò credere a Eakins che le accuse fossero mosse da Van Buren, che si era trasferita a Detroit per un ricovero dovuto a un esaurimento nervoso. Tuttavia, non era la verità, in quanto lei rispettava molto Eakins e negli anni a venire lo difese in ogni occasione, così come si mostrò orgogliosa di possedere alcuni suoi lavori.
Dopo il ricovero, Van Buren tornò a Filadelfia, dove riprese i suoi studi con Eakins alla Art Students' League of Philadelphia. Van Buren ed Eakins furono in stretto contatto negli anni successivi. Tre o quattro anni dopo il suo licenziamento Eakins dipinse Van Buren in Miss Amelia Van Buren.

## Dopo l'Accademia

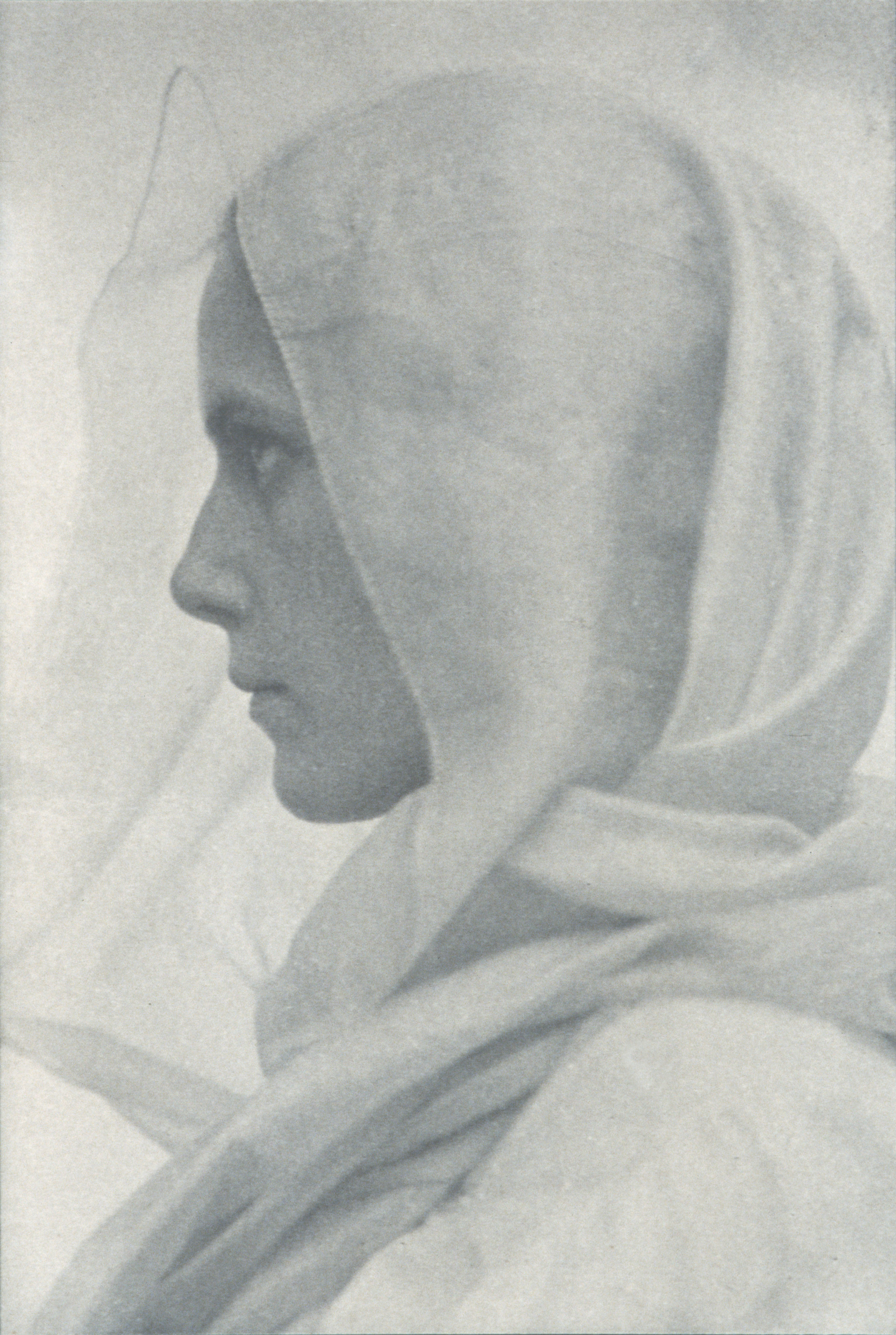
Ritratto di profilo di donna drappeggiato con un velo, c. 1900

Ci sono poche informazioni sulla vita di Amelia Van Burner e la sua carriera professionale dopo la sua formazione presso l'Accademia. Nessun dipinto di Van Buren è giunto fino a noi.
Strinse un matrimonio bostoniano con una sua compagna di studi, Eva Watson-Schütze. Le due donne aprirono uno studio e una galleria d'arte ad Atlantic City, New Jersey, ma Van Buren provava antipatia nello scendere a compromessi col suo senso estetico pur di vendere tutti i dipinti, così si spostò verso la fotografia. Entrambe le donne furono riconosciute come artiste professioniste ed esposero insieme al Camera Club di Pittsburgh nel 1899. Amelia Van Buren era nota per i suoi ritratti e il suo obiettivo era di fare ritratti "stando con [ quelli di ] Sargent e Watts e altri maestri".

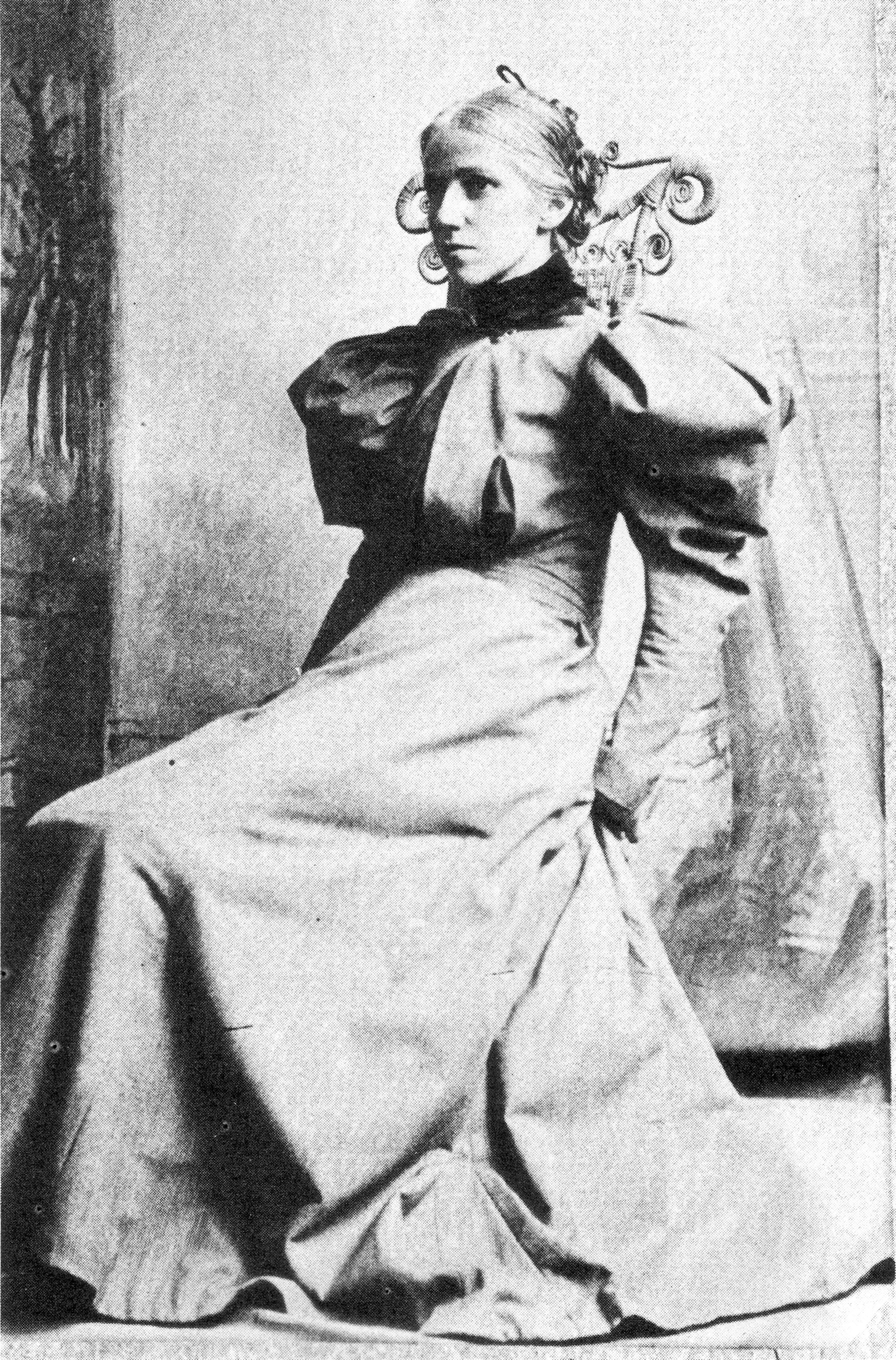
Una fotografia di Amelia Van Buren di Thomas Eakins

È noto che nel 1900 quando inviò alcune stampe a Frances Benjamin Johnston (inclusa quella mostrata a destra), si era trasferita a Detroit. Lei aveva un suo ritratto in suo possesso, probabile dono dell'artista stessa, che vendette alla Phillips Memorial Gallery nel 1927, quando ormai viveva in North Carolina.
Nei primi anni del 1930 Lloyd Goodrich, che stava scrivendo la prima biografia di Eakins, scrisse a Van Buren. Tuttavia ella replicò che non aveva particolari ricordi di Eakins. Van Buren trascorse gli ultimi anni in una colonia di artisti in Tryon, North Carolina, dove morì nel 1942.